# 乌克兰英雄城市
“乌克兰英雄城市”荣誉奖（羅馬化：Pochesna vidznaka "Misto-heroi Ukrainy"）是乌克兰总统弗拉基米尔·泽连斯基于2022年3月6日设立的一个荣誉奖项，旨在纪念在击退俄罗斯联邦对乌克兰的武装侵略期间保卫城市的公民的壮举、群体英雄主义和坚韧不拔的精神。

## 历史
苏联时期，有12个城市凭借其居民在苏德战争中表现出的决心和勇气而被授予“英雄城市”称号，其中敖德薩、塞瓦斯托波爾、基輔和刻赤4个城市位于乌克兰苏维埃社会主义共和国境内，在苏联解体后被乌克兰共和国继承。2014年，俄羅斯兼併克里米亞后，塞瓦斯托波尔和刻赤两个城市实际上由俄罗斯联邦控制。
2022年3月6日，乌克兰总统弗拉基米尔·泽连斯基设立，并授予6个城市“乌克兰英雄城市”奖项。泽连斯基表示，这一新称号可以让人联想到前苏联时期的“英雄城市”称号，苏联时的称号是因在伟大卫国战争表现杰出而授予的，而获得“乌克兰英雄城市”称号的城市经受住了一次与卫国战争期间类似的狀況。。
2022年3月24日，乌克兰总统弗拉基米尔·泽连斯基授予另外4个城市“乌克兰英雄城市”奖项。

## 城市列表
| 城市名                   | 乌克兰语名 | 获奖日期      | 获奖时隶属于                                         |
| ------------------------ | ---------- | ------------- | ---------------------------------------------------- |
| 沃尔诺瓦哈               |            | 2022年3月6日  | 顿涅茨克州沃尔诺瓦哈区                               |
| 霍斯托梅爾               |            | 2022年3月6日  | 基辅州布恰区                                         |
| 马里乌波尔               |            | 2022年3月6日  | 顿涅茨克州马里乌波尔区                               |
| 哈尔科夫（哈尔基夫）     |            | 2022年3月6日  | 哈尔科夫州哈尔科夫区（哈尔基夫州哈尔基夫区）         |
| 赫尔松                   |            | 2022年3月6日  | 赫尔松州赫尔松区                                     |
| 切尔尼戈夫（切尔尼希夫） |            | 2022年3月6日  | 切尔尼戈夫州切尔尼戈夫区（切尔尼希夫州切尔尼希夫区） |
| 布恰                     |            | 2022年3月24日 | 基辅州布恰区                                         |
| 伊爾平                   |            | 2022年3月24日 | 基辅州布恰区                                         |
| 尼古拉耶夫               |            | 2022年3月24日 | 尼古拉耶夫州尼古拉耶夫區                             |
| 奥赫特尔卡               |            | 2022年3月24日 | 苏梅州奥赫特尔卡区                                   |